# Hussein al-Charaa
Hussein Ali al-Charaa (né en 1946) est un économiste syrien et ancien militant nationaliste arabe nassériste. Il est le père de l'actuel dirigeant de facto de la Syrie et militant islamiste,  Ahmed al-Charaa alias Abou Mohammed al-Joulani.

## Biographie
Hussein Ali al-Charaa est né en 1946 à Fiq, sur les hauteurs du Golan, en Syrie. Son père, Ali Mohammed al-Charaa, était propriétaire terrien et sa famille possédait la plupart des terres de Fiq,. Le grand-père de Hussein al-Charaa, Mohammed Khalid al-Charaa, et ses oncles faisaient partie des combattants contre le colonialisme français. La famille a été déplacée en 1967 après l'occupation israélienne pendant la guerre des Six Jours.
Il est le cousin de Farouk el-Chareh,,.
Hussein al-Charaa était un étudiant militant nationaliste arabe pour les nasséristes en Syrie. Il fut emprisonné par les néo-baasistes syriens lors des purges anti-nassériennes initiées après le Coup d'État syrien de 1961 puis celui de 1963, qui démantelèrent la République arabe unie et propulsèrent le Parti Baas au pouvoir. Al-Charaa s'échappa plus tard de prison pour terminer ses études supérieures en Irak en 1971. Au cours de cette période, il se rendit en Jordanie pour coopérer avec les Fedayins palestiniens de l'Organisation de libération de la Palestine. Après son retour en Syrie dans les années 1970, alors sous le régime d'Hafez el-Assad, il fut de nouveau emprisonné avant d'être libéré et de trouver asile en Arabie saoudite.
Il est diplômé en économie de l'université de Bagdad.